# Retiro (Madrid)
 Retiro is een district in het oude centrum van de Spaanse hoofdstad Madrid. In het noorden grenst het district aan Salamanca, in het westen grenst het stadsdeel aan Centro, in het oosten aan Moratalaz en Puente de Vallecas. Retiro telt ongeveer 126.000 inwoners.

## Wijken
- Pacífico
- Adelfas
- Estrella
- Ibiza
- Jerónimos
- Niño Jesús

Centro · Arganzuela · Retiro · Salamanca · Chamartín · Tetuán · Chamberí · Fuencarral-El Pardo · Moncloa-Aravaca · Latina · Carabanchel · Usera · Puente de Vallecas · Moratalaz · Ciudad Lineal · Hortaleza · Villaverde · Villa de Vallecas · Vicálvaro · San Blas · Barajas